# 莨菪烷
莨菪烷（英語：Tropane）又译托烷，是一种含氮桥环有机化合物，其名稱源於茄科植物莨菪（天仙子）。它主要因一类它的名为莨菪烷生物碱的衍生物而为人们所知，而这类生物碱包括了许多药物，如阿托品和可卡因。这两种生物碱都含有莨菪烷的衍生物托品酮。莨菪烷生物碱主要存在於古柯科植物（包括古柯）与茄科植物（包括曼德拉草、天仙子、颠茄、洋金花、马铃薯和番茄）之中。
莨菪烷分子中的氮桥在1号碳和5号碳之间；尽管莨菪烷有两个手性碳原子，但由于分子的对称性，它并没有光学活性。
8-氮杂双环[3.2.1]辛烷（少了一个8位甲基的莨菪烷）被称作降莨菪烷。